# 渥美勝
渥美 勝（あつみ まさる、1877年2月13日 - 1928年11月4日）は、日本の国粋主義・民族派の思想家。滋賀県犬上郡彦根町（現・彦根市）出身。

## 生涯
彦根藩士であった渥美平八郎の子として生まれる。渥美家は藩の武術師範を務めた家で、母は藩主・井伊家の分家である木俣家の出身。幼くして父を失い、母の手で育てられる。
彦根中学を経て、1897年、第一高等学校に入学。1900年には京都帝国大学法科に入学した。大学在学中、哲学・宗教への関心を深めた。また、母の死に相当の衝撃を受け、その遺骨の喉骨を飲み込んだともいわれる。人生に煩悶を抱えたまま、1904年、京都帝大を中退。郷里に帰って中学校教師をしていた時、児童の歌う「桃太郎」の唱歌を聞く中で思想的に目覚め、教職を辞めて大阪に出て鉄工所の作業員となる。
1910年の大逆事件に刺激され、「神政維新」の理念を抱いて翌年上京。1913年から1921年にかけ、「土工」「人力車夫」「下足番」「映画館の売り子」など職を転々としながら、神田須田町の広瀬中佐像前や上野公園で街頭演説をし、松村介石・頭山満・内田良平など、多くの右翼人士と交わるようになる。
また大川周明とは、大川が帝大生の時に渥美が引いていた人力車に乗ったのがきっかけで知り合ったという。その縁で満川亀太郎の老壮会・猶存社にも関与し、北一輝とも知り合いになった。
満川は、渥美の姿は「アシジの聖フランシス」を思わせるが、熱弁は「サボナローラーに比すべき」と、『三国干渉以後』で回想している。
1921年には同志らと高千穂へ赴き、宮崎県・大分県の各地で禊ぎの修練に努めていたが、1923年に関東大震災の知らせを受けて再び上京する。
1924年、第15回衆議院議員総選挙に立候補した天野辰夫を応援。この年の秋には、沢田五郎・千家鉄麿・西川光二郎・満川亀太郎・田尻隼人らと、聖日本学会を結成する。1925年、全日本興国同志会総代となる。
1926年、赤尾敏の建国祭実現を支援、建国会を指導するが、まもなく離れる。1927年、遠藤友四郎・大森一声・三浦延治らが結成した錦旗会の顧問となり、各地を巡回して講演活動を行った。その疲労がたたって、1928年に知人・長岡理泉宅で急死。
1928年（昭和3年）12月9日、日本青年館で開催された葬儀は、玄洋社の頭山満を葬儀委員長とし、国家主義の各団体及び教化団体の共同主催で約2000人の会葬者が集まり盛大に営まれ、静岡県裾野市佐野若狭森に葬られ、「渥美勝乃命碑」（頭山満の揮毫、なお裏面には渥美自身の歌「富士を負ひ海原見ゆる裾野あたり牛追ふたつき夜々夢に入る」が彫られている）が建てられた。

## 著書
- 『日本之生命』（渥美勝遺稿出版所、1933年）
- 『日本の宣言』（直心道場、1940年）、（再刊：「日本の宣言」刊行事務局、1999年）

## 伝記
- 田尻隼人『渥美勝伝』（1944年。大空社、1997年）